# 宇宙エース
『宇宙エース』（うちゅうエース）は、1965年5月8日から1966年4月28日までフジテレビ系列局で放送されていたテレビアニメである。竜の子プロダクションと読売広告社の共同制作。全52話。
竜の子プロダクション（現・タツノコプロ）が初めて手掛けたテレビアニメである。当時はテレビのカラー放送があまり普及していなかったため、モノクロで制作された。放送時間は、第1話から第48話までは毎週土曜 18:15 - 18:45、第49話から第52話までは毎週木曜 19:00 - 19:30 （日本標準時）。
平均視聴率は16.5%、最高視聴率は第21話の23.5%（タツノコプロが所有する資料による）。
本作の放送と並行して、吉田竜夫による同名の漫画作品が『少年ブック』に連載されていた。

## あらすじ
氷漬けとなって人が住めなくなり、パールム星は死の星と化した。パールム星人たちは宇宙船団を組んで脱出し、新しい星を探す旅に出た。
航行中の宇宙船団からはぐれてしまい、21世紀の地球にやってきたパールム星人の王の息子・エースは、平和を守るため、勇気と知恵とパールム星人としての特殊能力で悪人や怪物たちに立ち向かう。
作品後半では、タツノコ博士が開発した光子ロケット「シー・ホース号」で、アサリたちとともに広大な宇宙空間に乗り出し、はぐれた父やパールム星の仲間を探しながら、悪の宇宙人オリオン星人などの強敵に立ち向かうストーリーとなった。

## パールム星人
パールム星人の身体はゴム質の物質で出来ており、伸縮自在である。その特徴に加え、空気中のエネルギーを集結させて人差し指から円環状のエネルギー体「シルバー・リング」を発することも可能。シルバー・リングは武器として敵に投げつけるほか、縁につかまったり、サーフボードのように上に乗って空を飛ぶことができる。さらに、危機に陥ると額の部分から強力なエネルギーを持つ「プラチナ光線」が発射され、敵を倒す。
パールム星人のエネルギー源をチューインガム状にしたガム（劇中では「スペース・フーズ」と呼称。劇中、タツノコ博士が開発）を噛むことでエネルギーを補給する。これは、スポンサーがカネボウハリス（現・クラシエ）であったことに由来しており、番組中に流されるフーセンガムのコマーシャルにもエースが登場していた。

## 登場人物
エース
声 - 白川澄子
主人公。パールム星人の宇宙船団からひとり逸れてしまった「パールム星大統領の腕白息子」。タツノコ博士と、その娘のアサリに助けられ、地球で正義のために活躍する。パールム星人としての超能力は、地球人と懸け離れた怪力、伸縮自在なゴム質の身体。
一番の特色＆超能力は、空気中のイオンを集めて作る万能エネルギーの輪「シルバー・リング」である。大きさは自由自在で飛び道具にもなり、連続でいくつも作り上げて投げつけることが可能。その威力は加減することも可能のようで、敵にぶつけてダメージだけを負わせたりもする一方、ロボットや金属物質などを切断することもできる。またシルバー・リングは、それに捕まって飛行することも可能。飛行形態は、サーフボードのように上に乗って飛行するタイプ（スタンド・タイプ）と、スイミングボードに捕まったような姿で飛行するタイプ（スーパーマン・タイプ）がある。リングの形態を槍のように変えることにより、一層破壊力を増大することもできる。
絶体絶命のピンチに陥ると、額のVの字型のシンボルマークから「プラチナ光線」という強力なビームを放射する。当初は自分の意思と関係なく発射され、「宇宙の悪魔」と呼ばれる、あらゆる兵器が通用せずに制限無く増殖していく怪物を葬り去った。その後は、幾分意志によるコントロールが可能となる。
弱点としては、まずシルバー・リングを作り出す人差し指がある。この指にダメージを受けるとリングを作れなくなる。そしてお腹が空くと力が出なくなり、同様にシルバー・リングを作れなくなる。リングに乗って飛行している最中に空腹を覚え、リングが消滅して墜落してしまったこともある。アサリが作るチューインガム状の「宇宙食」（スペースフーズ）を食べると力を取り戻せるが、地球の食べ物は食べられない。
タツノコ博士
声 - 家弓家正
科学者。エースの地球での親代わりを務める。
アサリ
声 - 向井真理子
タツノコ博士の娘。エースが心を許せる姉もしくは妹のような存在。
ヤドカリ記者
声 - 愛川欽也
イボ
声 - 内海賢二
パールム星人に捨てられたロボット。当初はエースに復讐しようとするが、タツノコ博士に改造されて可愛らしいイヌ型ロボットとなり、彼の良きパートナーとなって活躍する。
モンゴメリー博士
声 - 大山豊
ナレーター
声 - 藤岡琢也

## スタッフ
- 原作 - 吉田竜夫
- 企画 - 吉田健二、九里一平、天馬正人
- プロデューサー - 吉田健二、六郷晃生
- SF考証 - 宇宙塵同人
- キャラクターデザイン - 九里一平
- 音楽 - 小森昭宏
- 美術監督 - 山口あきら
- 撮影 - 黒木敬七
- 監督 - 笹川浩、木下敏治
- 制作 - 竜の子プロダクション、読売広告社

## 主題歌
「星の炎に」
作詞 - やなせたかし / 作曲 - いずみたく / 歌 - 東京混声合唱団、みすず児童合唱団
オープニングとエンディング双方で使用。34話からオープニングとエンディングのアニメーションが一新される。

## 各話リスト
データは、Google Playで配信されている本作の動画リストからの参考。
| 話数 | 放送日        | サブタイトル           | 脚本                | 演出                |
| ---- | ------------- | ---------------------- | ------------------- | ------------------- |
| 1    | 1965年 5月8日 | 宇宙エース誕生         | 笹川浩              | 笹川浩              |
| 2    | 5月15日       | 復讐ロボット・イボ     | 笹川浩              | 笹川浩              |
| 3    | 5月22日       | 地球追放               | 丸山健二            | 木下敏治            |
| 4    | 5月29日       | 蟻人王国               | 笹川浩              | 笹川浩              |
| 5    | 6月5日        | 勇者の復活             | 丸山健二            | 木下敏治            |
| 6    | 6月12日       | 太陽マグネ（前篇）     | 天馬正人            | 笹川浩              |
| 7    | 6月19日       | 太陽マグネ（後篇）     | 天馬正人            | 笹川浩              |
| 8    | 6月26日       | 光る湖城               | 九里一平            | 九里一平            |
| 9    | 7月3日        | 原始巨人現わる         | 広瀬正              | 笹川浩              |
| 10   | 7月10日       | 宇宙海賊               | 津久井丈人          | 木下敏治            |
| 11   | 7月17日       | 宇宙のピエロ           | 笹川浩              | 笹川浩              |
| 12   | 7月24日       | 宇宙の花               | 伊藤セツ            | 九里一平 山内六生   |
| 13   | 7月31日       | 見えない怪星           | 九里一平            | 九里一平            |
| 14   | 8月7日        | 人魚の歌               | 能加平              | 九里一平            |
| 15   | 8月14日       | にせものエース         | 広瀬正              | 笹川浩 山内六生     |
| 16   | 8月21日       | 斗争好きの宇宙人       | 広瀬正              | 吉田竜夫            |
| 17   | 8月28日       | 四次元の抜け穴         | 小隅黎 鳥海尽三     | 吉田竜夫            |
| 18   | 9月4日        | プラチナ光線           | 小隅黎 鳥海尽三     | 笹川浩              |
| 19   | 9月11日       | 魚人境                 | 寺島久 鳥海尽三     | 笹川浩              |
| 20   | 9月18日       | 冬眠人間               | 広瀬正              | 笹川浩 山内六生     |
| 21   | 9月25日       | 摩天楼少年             | 能加平              | 笹川浩              |
| 22   | 10月2日       | 怪獣ギラー             | 津久井丈人          | 九里一平            |
| 23   | 10月9日       | ギャラクターの挑戦     | 広瀬正              | 九里一平            |
| 24   | 10月16日      | 月世界の対決           | 広瀬正              | 九里一平            |
| 25   | 10月23日      | シー・ホース号発進     | 能加平              | 山内六生            |
| 26   | 10月30日      | X-13号ステーション     | 天馬正人            | 笹川浩              |
| 27   | 11月6日       | なぐりこみエース       | 鳥海尽三 草川隆     | 西田淳              |
| 28   | 11月13日      | 銀河系大会議           | 鳥海尽三 草川隆     | 笹川浩              |
| 29   | 11月20日      | 七八番星作戦           | 津久井丈人 九里一平 | 山谷光和            |
| 30   | 11月27日      | まぼろしの潜入者       | 能加平              | 九里一平            |
| 31   | 12月4日       | エコー・ロボット       | 久米みのる          | 竜の子プロ演出部    |
| 32   | 12月11日      | 宇宙最大の悪魔（前篇） | 鳥海尽三            | 笹川浩              |
| 33   | 12月18日      | 宇宙最大の悪魔（後篇） | 津久井丈人          | 笹川浩              |
| 34   | 12月25日      | まぼろしの地球         | 広瀬正              | 九里一平            |
| 35   | 1966年 1月1日 | わんぱく革命           | 草川隆              | 笹川ひろし          |
| 36   | 1月8日        | 太陽一周レース（前篇） | 鳥海尽三            | 山谷光和            |
| 37   | 1月15日       | 太陽一周レース（後篇） | 久米みのる          | 山谷光和            |
| 38   | 1月22日       | 狂った総統             | 天馬正人            | 九里一平            |
| 39   | 1月29日       | 宇宙幽霊船             | 笹川ひろし          | 笹川ひろし          |
| 40   | 2月5日        | 火星S・O・S            | 広瀬正              | 山内六生            |
| 41   | 2月12日       | タイムマシン作戦       | 鳥海尽三            | 九里一平            |
| 42   | 2月19日       | 指令・R-001号          | 鳥海尽三            | 九里一平 西田淳     |
| 43   | 2月26日       | 地球危機一髪           | 広瀬正              | 九里一平            |
| 44   | 3月5日        | 失われた99時間         | 笹川ひろし          | 笹川ひろし          |
| 45   | 3月12日       | 応答せよ、第3惑星      | 草川隆              | 朝日プロ            |
| 46   | 3月19日       | ギャラクターの逆襲     | 草川隆              | 朝日プロ            |
| 47   | 3月26日       | 土星脱出計画           | 鳥海尽三            | 笹川ひろし 山谷光和 |
| 48   | 4月2日        | 宇宙の密使             | 津久井丈人          | 原征太郎 山谷光和   |
| 49   | 4月7日        | テレキネシス星人       | 陶山智              | 笹川ひろし          |
| 50   | 4月14日       | 魔の宇宙要塞           | 草川隆              | 九里一平 茨木啓一   |
| 51   | 4月21日       | サイボーグ艦隊         | 広瀬正              | 原征太郎 山谷光和   |
| 52   | 4月28日       | 大宇宙戦               | 草川隆              | 原征太郎 山谷光和   |

## 放送局

### 同時ネット
土曜 18：15 - 18：45 → 木曜 19：00 - 19：30
- フジテレビ（制作局）
- 札幌テレビ[2]
- 東海テレビ[3]
- 関西テレビ[4]
- 広島テレビ[5]
- 西日本放送[5]
- テレビ西日本[6]

### 時差ネット
- 青森放送：土曜 18:00 - 18:30（1965年10月時点）[7] → 日曜 18:00 - 18:30（1966年5月時点）[8]
- 岩手放送：日曜 18:00 - 18:30[9]
- 秋田放送：日曜 18:00 - 18:30[10]
- 山形放送：木曜 18:15 - 18:45[11]
- 仙台放送：金曜 18:15 - 18:45（第19話まで） → 土曜 18:15 - 18:45（第20話 - 第48話） → 木曜 19:00 - 19:30（第49話から）[12]
- 福島テレビ：木曜 18:15 - 18:45[13]
- 新潟放送：月曜 18:00 - 18:30（1965年9月 - 1966年4月）　→ 火曜 18:00 - 18:30（1966年4月12日から）[14]
- 北日本放送：火曜 19:00 - 19:30[15]
- 北陸放送：月曜 19:00 - 19:30[16]→月曜 18:00 - 18:30[17]
- 福井放送：金曜 18:00 - 18:30[18]
- 信越放送：月曜 18:00 - 18:30[19]
- 山梨放送：日曜 10:30 - 11:00[20]
- 静岡放送：日曜 14:00 - 14:30[21]
- 山陰放送：月曜 18:00 - 18:30[22]
- 山口放送：水曜 18:15 - 18:45[23]
- 四国放送：土曜 18:15 - 18:45（1966年4月以降も放送時間変更無し、3週遅れ。同年5月21日まで放送）[4][24]
- 南海放送：木曜 18:15 - 18:45[23]
- 熊本放送：金曜 18:00 - 18:30[6]
- 大分放送：月曜 18:00 - 18:30[23]
- 南日本放送：水曜 18:00 - 18:30[25]
- 沖縄テレビ：日曜 18:30 - 19:00[26]

## 映像ソフト化
2002年に、本作を収録したDVD-BOX全2巻がパイオニアLDCから発売された。第1巻は2002年6月25日に、第2巻は同年9月25日に発売。

## 備考
1966年には本作の輸出用カラー版パイロットフィルムが制作されたが、これはタツノコプロではなくピー・プロダクションが制作したものである。当時はタツノコプロにカラーアニメ制作のノウハウが無かったため、同社からの依頼でピープロが制作を代行した。ちなみにパイロットフィルムの内容自体は、第1話をそのままカラーで作り直したものである。
主人公のエースは、1994年に発売されたOVA『タイムボカン王道復古〜ヤッターマン タツノッコン王国で同窓会だコロン〜』にも出演している。エースは「ピカリング」を手にし、本作の主題歌「星の炎に」（器楽曲）の導入部に合わせて登場するが、台詞は無く一言もしゃべらない。また、他のキャラクターがカラーで登場する中、エースのみがモノクロで登場し、トンズラーが彼を発見した際には「ゲゲッ、あいつ白黒でっせ」と驚きの台詞を発するなど、本作がモノクロ作品であったことを窺わせるメタフィクショナルな描写にしている。